# Овідз
Овідз (пол. Owidz, нім. Owitz) — село в Польщі, у гміні Староґард-Гданський Староґардського повіту Поморського воєводства.
Населення — 590 осіб (2011).

## Демографія
Демографічна структура станом на 31 березня 2011 року:
|          | Загалом | Допрацездатний вік | Працездатний вік | Постпрацездатний вік |
| -------- | ------- | ------------------ | ---------------- | -------------------- |
| Чоловіки | 301     | 78                 | 207              | 16                   |
| Жінки    | 289     | 71                 | 191              | 27                   |
| Разом    | 590     | 149                | 398              | 43                   |